# Nicolas Chrétien
Nicolas Chrétien (* 16. Jahrhundert in Argentan; † 17. Jahrhundert) war ein französischer barocker Schriftsteller und Übersetzer.

## Leben und Werk
Nicolas Chrestien des Croix (geläufigste heutige Namensgebung: Nicolas Chrétien) war in Argentan in der Normandie geboren. Geburts- und Sterbejahr sind unbekannt. Seine von 1603 bis 1613 erschienenen Bücher sind alle in Rouen gedruckt. Chrétien war Dramatiker in der Nachfolge von Robert Garnier, ging aber in seinen Stücken durch Einsatz von Gewalt und Schrecken über ihn hinaus. In dem Stück „Die unglücklichen Portugiesen“, das 1991 neu herausgegeben wurde, verhungern die Europäer an einem exotischen Strand, nachdem ihnen von den Einheimischen Nahrung verweigert wurde. In seinem Schäferspiel Les amantes setzte er Maßstäbe für das Genre.  Er übersetzte das Stück Il Rapimento di Cefalo (1600) von Gabriello Chiabrera ins Französische.

## Werke
- Rosemonde ou La vengeance. Tragédie. Reinsart, Rouen 1603.
- Les tragédies de N. Chrétien, sieur Des Croix. T. Reinsart, Rouen 1608.
  - 1. Les Portugaiz infortunez
    - Les Portugaiz infortunez. Hrsg. A. Maynor Hardee. Droz, Genf 1991.

  - 2. Tragédie d’Amnon et Thamar
  - 3. Albouin, ou La vengeance, tragédie
  - 4. (Übersetzer) Le ravissement de Cefale. Representé à Florence aux nopces royalles. Traduit d’italien en françois. Par N. Chrétien sieur Des Croix Argentenois. Avec un cantique presenté à monseigneur le Dauphin, le jour de son baptesme.
- Les royalles ombres. A l’heureuse memoire du tres-auguste, invincible & tres-clement Henry le Grand, roy de France, & de Navarre. Par N. Chrestien, sieur Des Croix. Jean Petit, Rouen 1611.
- Les Amantes, ou la Grande Pastorelle, enrichie de plusieurs belles et rares inventions et relevée d’intermedes heroyques à l’honneur des François. Petit Val, Rouen 1613.